# Božičany
Božičany (německy Poschetzau) jsou obec v okrese Karlovy Vary v Karlovarském kraji. Leží zhruba 2,5 kilometru severovýchodně od Chodova a osm kilometrů severozápadně od Karlových Varů. Žije zde 588 obyvatel. Nachází se zde dvě hospody, dvě ubytovny a dva malé obchody se smíšeným zbožím.

## Historie
První písemná zmínka o obci pochází z roku 1359. Podle typu zástavby sídlo patří mezi krátké lánové vsi (tzv. chebské). V mapě tereziánského katastru z roku 1757 již lze v obci napočítat 23 usedlostí a křížkem je vyznačena dosud existující kaple Michaela archanděla.

### Továrna na porcelán

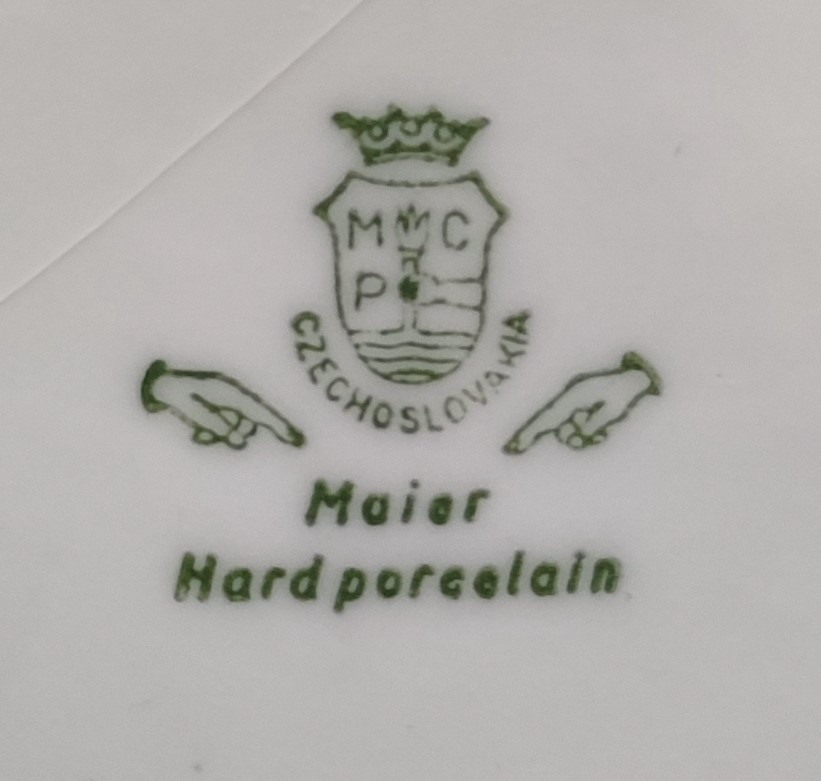
Značka porcelánky v Božíčanech, kolem 1925

Poté, co byla v katastru obce Božičany a v sousedním Jimlíkově objevena mocná ložiska kaolinu, založil roku 1890 podnikatel J. S. Maier v obci porcelánku. Pod firmou J. Maier & Co. Porzellanfabrik Poschetzau nebo J. Maier a synové byla činná až do roku 1945. V roce 1945 byla továrna znárodněna a v roce 1958 začleněna pod oborové ředitelství Karlovarský porcelán n. p.. Po roce 1960 byla výroba ukončena.
V továrně se vyrábělo užitkové bílé zboží jako hrnky na kávu, talíře, mísy a misky, často bez dekorace, ale mělo kvalitní, velmi tvrdý střep. Nádobí bylo značeno tištěnou značkou červené nebo zelené barvy pod glazurou, ve tvaru erbovního štítu pod korunkou s iniciálami MCP s rukou, držící pochodeň, nebo se jmenovkou majitele.

## Obyvatelstvo
Při sčítání lidu v roce 1921 zde žilo 1 062 obyvatel, z toho jeden Čechoslovák, 1 053 Němců a osm cizozemců. K římskokatolické církvi se hlásilo 1 042 obyvatel, 11 k evangelické, šest k izraelitské, jeden jiného vyznání a dva bez vyznání.
| Rok            | 1869 | 1880 | 1890 | 1900 | 1910  | 1921  | 1930  | 1950 | 1961 | 1970 | 1980 | 1991 | 2001 | 2011 | 2021 |
| -------------- | ---- | ---- | ---- | ---- | ----- | ----- | ----- | ---- | ---- | ---- | ---- | ---- | ---- | ---- | ---- |
| Počet obyvatel | 370  | 412  | 469  | 991  | 1 180 | 1 062 | 1 219 | 800  | 654  | 590  | 650  | 569  | 631  | 593  | 604  |
| Počet domů     | 62   | 68   | 69   | 95   | 104   | 106   | 135   | 126  | 109  | 103  | 102  | 102  | 103  | 105  | 121  |

## Obecní správa
Mezi lety 1869–1980 Božičany byly obcí v okrese Falknov (1869–1910), poté v okrese Loket (1921–1930), poté v okrese Karlovy Vary-okolí (1950) a později opět v okrese Karlovy Vary. Od 1. ledna 1981 do 23. listopadu 1990 patřily jako část města k Nové Roli a od 24. listopadu 1990 jsou opět samostatnou obcí, ale Jimlíkov již zůstal součástí Nové Role.
V letech 1869–1880 a v letech 1950–1980 k obci patřil Jimlíkov.

### Obecní symboly
Znak a vlajka byly obci uděleny rozhodnutím předsedy Poslanecké sněmovny Parlamentu České republiky dne 27. února 2004.

## Hospodářství
V obci se nachází plavírna kaolinu a závod na jeho zpracovávání. Severozápadně od vesnice se nachází Smolnická výsypka jakožto dominanta okolí. Směrem na jihozápad se těží kaolinové ložisko Osmóza.

## Společnost
V obci se nachází malotřídní základní škola, která poskytuje vzdělání od 1. do 5. třídy. Zároveň k ní je přidružená mateřská škola. Funguje zde fotbalový klub SK Božičany (okresní přebor). Hlavní kulturní akcí je Božičanský kamion, jednodenní hudební festival se zaměřením na country hudbu.

## Pamětihodnosti
- Kaplička
- Venkovská usedlost čp. 30